# Trädgårdsmästaren (2025)
Trädgårdsmästaren (franska: Le jardinier) är en fransk actionkomedifilm som hade premiär på Netflix den 11 april 2025. Filmen är regisserad av David Charhon som även skrivit filmens manus tillsammans med Vincent De Brus och Sebastien Fechner.

## Handling
Elmers mor utnyttjade hans brist på känslor för att göra honom till torped. När han blir kär i sitt nästa offer äventyras täckmanteln som  trädgårdsmästare.

## Rollista (i urval)
- Jean-Claude Van Damme – Leo
- Nawell Madani – Mia
- Michaël Youn – Serge Shuster
- Jérôme Le Banner – Phoebus
- Kaaris – Quasimodo
- Élie Semoun – Dr. Rouma
- Vincent Desagnat